# Marty Liquori
Martin William « Marty » Liquori  (né le 11 septembre 1949 à Montclair dans le New Jersey) est un athlète américain, spécialiste des courses de demi-fond. 

## Biographie
Marty Liquori établit la meilleure performance mondiale de l'année sur 1 500 m en 1969 et 1971.
Finaliste (12e) du 1 500 m lors des Jeux olympiques de 1968, il remporte le titre des Jeux panaméricains de 1971 à Cali. En 1977, sur 5 000 m, il se classe deuxième de la Coupe du monde des nations à Düsseldorf.
Il est élu au Temple de la renommée de l'athlétisme des États-Unis en 1995.

### Palmarès
| Date | Compétition                | Lieu       | Résultat | Épreuve | Performance    |
| ---- | -------------------------- | ---------- | -------- | ------- | -------------- |
| 1968 | Jeux olympiques            | Mexico     | 12e      | 1 500 m | 4 min 18 s 2   |
| 1971 | Jeux panaméricains         | Cali       | 1er      | 1 500 m | 3 min 42 s 10  |
| 1977 | Coupe du monde des nations | Düsseldorf | 2e       | 5 000 m | 13 min 15 s 06 |

### Records
| Épreuve | Performance  | Lieu     | Date             |
| ------- | ------------ | -------- | ---------------- |
| 1 500 m | 3 min 36 s 0 | Milan    | 1er juillet 1971 |
| Mile    | 3 min 52 s 2 | Kingston | 17 mai 1975      |